# Linguistica sincronica
La linguistica sincronica nasce con i corsi di linguistica generale tenuti da Ferdinand de Saussure a Ginevra. In particolare, nel secondo corso (1908-1909) vengono delineati i fondamenti della disciplina almeno fino alla svolta di Noam Chomsky. Ferdinand de Saussure considera come obiettivo della linguistica costruire teoremi sulla lingua e dimostrarli, evitando affermazioni flottantes della linguistica diacronica dell'Ottocento. Per Saussure, la lingua è un sistema serré, e quindi la teoria - ovvero la linguistica generale - deve esserlo altrettanto. Il suo modello di scienza è la geometria.

## Caratteristiche
Per raggiungere questo modello scientifico Saussure intende definire precisamente che cos'è una lingua. A differenza delle altre scienze, la linguistica usa come strumento di analisi il suo oggetto. Pertanto, per evitare le trappole delle corrispondenze, si suddivide la lingua in due versanti: la langue, ovvero la potenza, la facoltà, l'organizzazione pronta per parlare della lingua considerata nell'individuo, e la parole, l'atto dell'individuo che realizza la sua facoltà per mezzo della convenzione sociale che è la lingua (idioma).
A partire dall'analisi della scienza dei segni (semiotica) della scrittura, Saussure enuclea le proprietà che distinguono le lingue dagli altri sistemi di segni:
1. carattere arbitrario del segno: non c'è rapporto tra il segno e la cosa da designare. Per esempio il segno 'P' per un parlante francese indica il suono /p/, per un russo indica il suono /r/. Il rapporto tra il designatum e il segno dipende dal sistema di riferimento.
2. valore puramente negativo e differenziale del segno: posso scrivere infinite varianti del segno 'P' (carattere differenziale) finché non diventerà un segno diverso, per esempio 'D' (carattere negativo).
3. indifferenza totale del mezzo di produzione: è indifferente se scrivo 'P' in bianco su nero alla lavagna, in graffito, in rilievo, etc. Analogamente la lingua può essere sempre trasposta dal mezzo orale al mezzo scritto, comunque convenzionale.

La linguistica pertanto si occupa principalmente della langue, che è un'astrazione riducibile a un sistema di segni, in cui ciascun segno è solidale all'altro: se si introduce nel sistema un segno nuovo, lo spazio di denotazione del sistema verrà completamente alterato; al limite, una langue di due segni denoterà una metà dei denotata con un segno e l'altra metà con l'altro.
Nella lingua l'iniziativa è ridotta al minimo: il momento in cui ci si accorda sui segni (contratto primitivo), anche esplicito come nel caso dell'esperanto, viene ricevuto passivamente dalle generazioni successive: la lingua entra nella sua "vita semiologica" e non si può più tornare indietro. Non è dunque interessante discutere sull'origine delle lingue più di quanto lo sia discutere sull'origine del Rodano (Saussure).
La novità di Saussure riguarda il merito e il metodo della linguistica: da qui la distinzione tra linguistica sincronica e linguistica diacronica e la nascita della linguistica come scienza moderna.